# Eaton Ford
Eaton Ford is een district in St Neots, in het Engelse graafschap Cambridgeshire. De stad ligt in het district Huntingdonshire en telt 6888 inwoners.